# 3015 Канді
3015 Канді (3015 Candy) — астероїд головного поясу, відкритий 9 листопада 1980 року.
Тіссеранів параметр щодо Юпітера — 3,052.